# Sunnersta kyrka
Sunnersta kyrka är en kyrkobyggnad i Uppsala i Uppsala stift. Den ligger i stadsdelen Sunnersta inom Gottsunda församling. Fram till 1974 tillhörde kyrkan Helga Trefaldighets församling. Kyrkan fungerade tillfälligt som församlingskyrka före invigningen av Gottsunda kyrka 1980. Den är centralt placerad på den före detta lägenheten Kråklunds område utmed Dag Hammarskjölds väg, den gamla riksvägen, Uppsala stads gamla utfartsled mot Stockholm. Området tillhör det gamla Ulleråkers härad av Uppsala län.

## Kyrkobyggnaden
Kyrkan är ritad av prästen Lars Ridderstedt och arkitekten Jean Michon-Bordes efter förebild i Amsbergs 1600-talskapell i Stora Tuna församling, Dalarna. Byggnaden är uppförd i liggande rödfärgat timmer och invigd 1968. Byggnaden har senare beklätts med stående lockläktpanel. Byggnaden är 16 meter lång och 10 meter bred och planen skiljer sig från traditionellt kyrkobyggande genom att koret är placerat i väster i stället för öster. Kyrkans två klockor finns i en klockstapel uppförd 1970.
Sunnersta kyrka har ett syskon i Sälens fjällkyrka, även den är ritad av Lars Ridderstedt. Denna kyrka invigdes 1969, och är snarlik i konstruktionen men spegelvänd.

## Inventarier
Altaret består av en 1,5 ton tung skiva av sandsten från Mångsbodarna i Älvdalen och vilar på ett underrede av timmer. Altaret är en gåva till kyrkan av Helga Trefaldighets församlings präster. Bakom altaret finns en väggtextil av Gunilla Schildt. Orgeln har sex stämmor och är byggd 1968 av firman Grönlunds orgelbyggeri i Gammelstad

### Orgel
- 1967 byggde en orgel av Grönlunds Orgelbyggeri AB, Gammelstad. Orgeln hade 6 stämmor, en manual och pedal. 1981 såldes orgeln till Väne-Ryrs kyrka.
- 1981 flyttades en orgel hit från Bäcklösaskolans bespisningslokal. Orgeln var byggd omkring 1975 av Grönlunds Orgelbyggeri AB, Gammelstad. Orgeln är mekanisk med slejflåda. Orgeln står i korets högra del. Tonomfånget är på 56/30.

| Manual            | Pedal      | Koppel  |
| Gedackt 8' B/D    | Subbas 16' | Man/Ped |
| Principal 4' B/D  |            |         |
| Rörflöjt 4' B/D   |            |         |
| Waldflöjt 2' B/D  |            |         |
| Cymbel III 1' B/D |            |         |
| Crescendosvällare |            |         |

## Bildgalleri

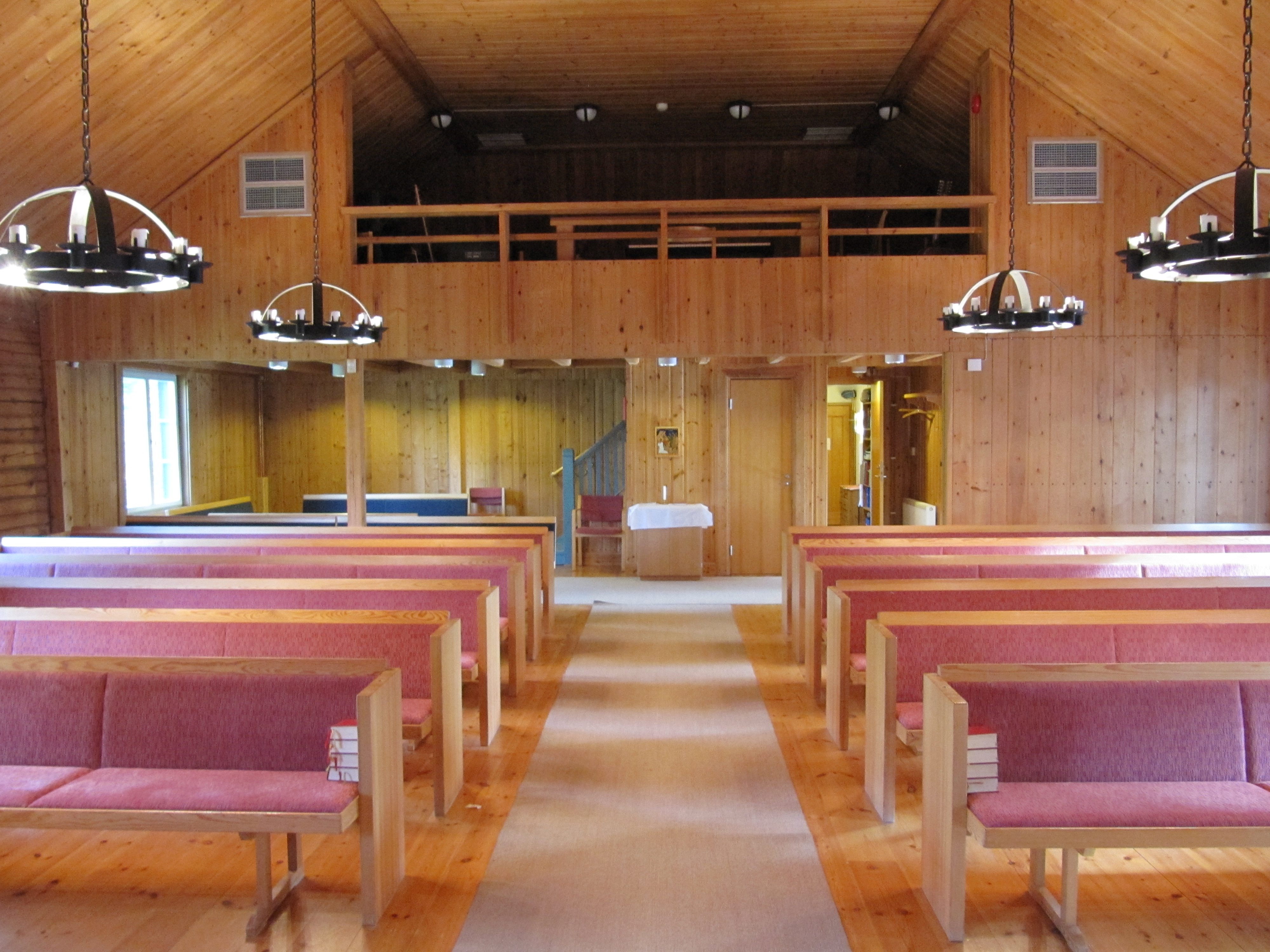
Kyrkorum mot läktare
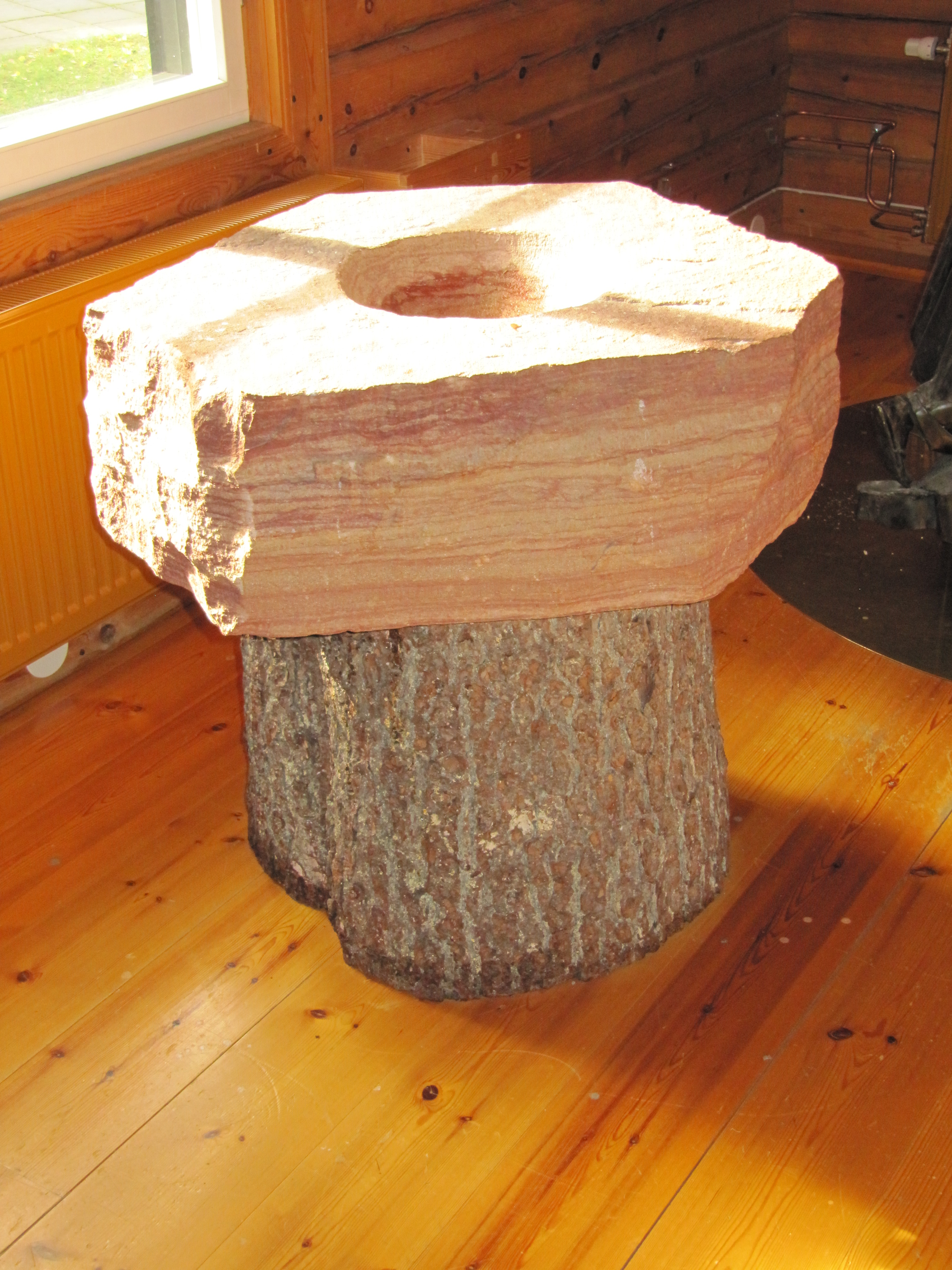
Dopfunt
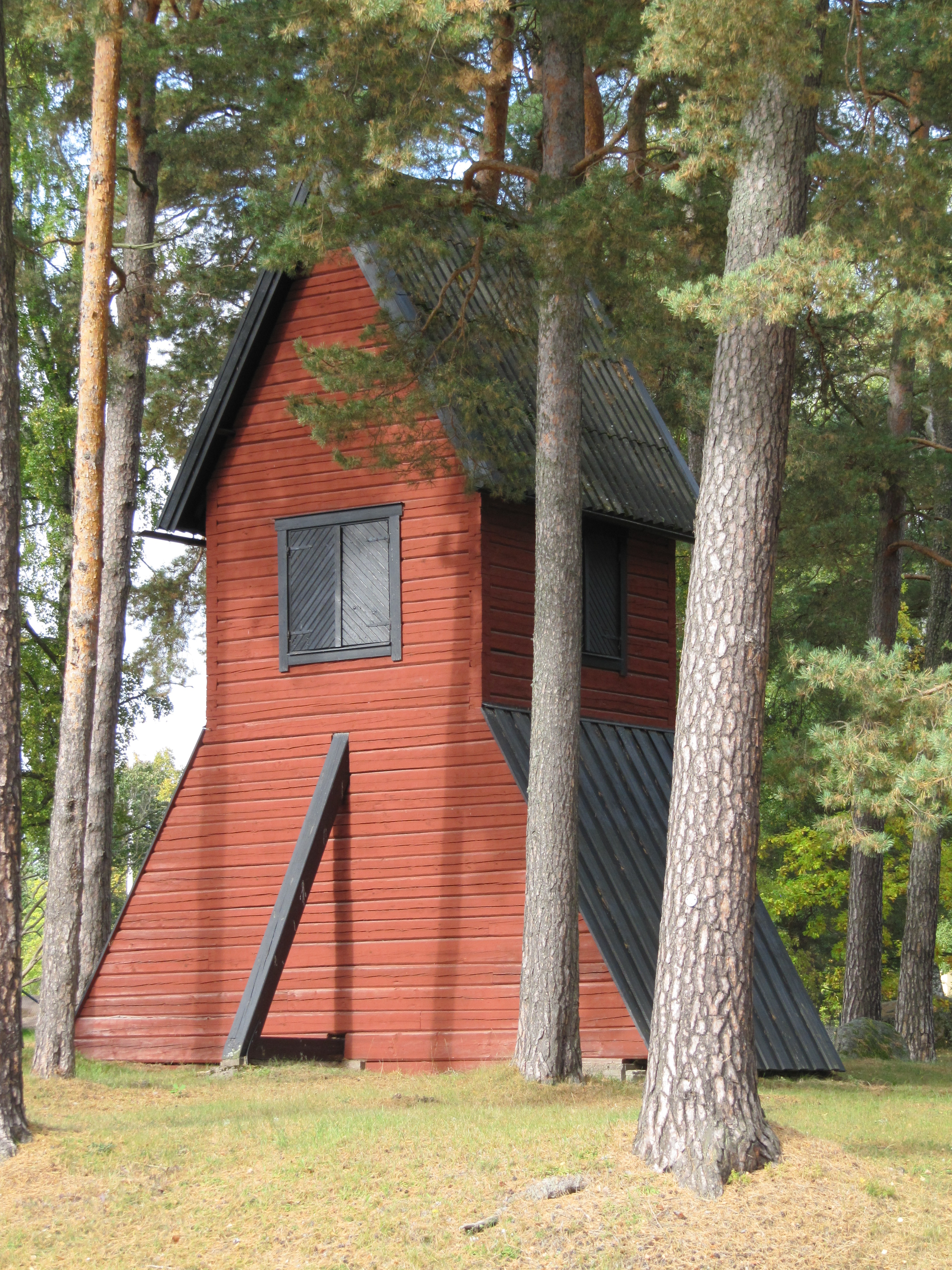
Klockstapel